# Йоганн VI Амбунді
Йоганн VI Амбунді (нім. Johannes Ambundi; до 1384 — 16 червня 1424) — 13-й архієпископ Ризький в 1418—1424 роках.

## Життєпис
Походив з міста Шваан в Померанії. Перша письмова згадка про нього відноситься до 1384 року. 1391 року він здобуває ступінь бакалавра юридичних наук в Каловому університеті. Пізніше він здобуває ступінь доктора у сфері священного писання та канонічного права.
У 1394—1399 роках обіймав посаду головного вікарія в єпископстві Бамбергу. 1401 року призначено генеральним вікарієм в Шпейєрі, з 1408 року — у Вюрцбурзі. У 1412 році за наказом Альбрехтом фон Вертгайма, єпископа Бамбергу, входить до візитаторів шотландського монастиря Святої Егідії в Нюрнберзі.
Будучи каноніком міста Айхштета та пробстом баварського міста Геррідена брав активну участь у Констанцькому соборі у 1414 та 1415 роках. Там він на дипломатичному рівні послідовно обстоював інтереси своїх Айхштетської єпархій, постійно беручи участь у перемовинах із комісарами та депутатами від різних католицьких єпархій Європи.
27 листопада 1416 року його було обрано єпископом Кура. Це було підтверджено Йоганном II Нассау, майнським архієпископом. 13 березня 1417 року відбулося урочисте посвячення Йоганна Амбунді на посаду в Геппенгаймі. Незабаром після успішного обрання повернувся до діяльності в рамках Констанцького собору. Підтримав представників Німеччини, що наполягали на попередньому реформуванні церкви перед проведенням виборів папи римського. Зрештою «німецькій партії» за підтримки імператора Сигізмунда Люксембурга вдалося домогтися обрання новим понтифіком мало впливового Оддоне Колонна.
1418 року, після того, як ризький архієпископ Йоганн V фон Валленроде перейшов до Льєзької єпархії, Йоганна Амбунді отримав посаду Ризького архієпископа. В той час він перебував у Любеку. Звідси негайно рушив до Риги. 13 жовтня 1418 року брав активну участь у мирних переговорах між Міхаелем Кюхмайстером фон Штернбергом, великим магістром Тевтонського ордену, та польським королем Владиславом II Ягайлом у Вільні.
Втім стикнувся з проблемою підпорядкування архієпископства Тевтонському ордену. У внутрішній політиці вступив у конфлікт зі шляхтою та місцевим кліром, які вважали архієпископа дуже жорсткою і самолюбною людиною. Невдовзі Йоганн VI присягнув на вірність представникам імператора Сигізмунда Люксембурга, що викликало занепокоєння Зігфріда Ландера фон Шпонгайма, ландмайстера Лівонського ордену.
Втім дипломатичний хист архієпископа виявився вправнішим. Він не діяв у військовий спосіб, а через свої зв'язки при Папському престолі. У 1419 році вирішив скликати перший в історії Лівонії ландаг — збори лівонських аристократів і лицарів, за допомогою якого планував посилити владу у своїх володіннях та обмежити вплив Лівонського ордену. Цей план вдався — ландтаг зібрався 1420 року у Валці, де дрібна шляхта, клір та бюргерства визнали церковний авторитет архієпископа.
У 1421 році приєднався до суддів, відправлених папою римським до Швеції для вирішення тривалого протистояння між королем Еріком XIII та Йонсом Єрекессоном, архієпископом Уппсали. У 1422 році Йоганн VI Амбунді намагався скликати синод прусських єпископів, на якій також хотів підкорити їх своєму впливу, але той не відбувся через протидію Зігфріда Ландера фон Шпонгайма.
За цим 14 січня 1423 року було видано папську булу, за якою скасовано булу від 1397 року папи римського Боніфація IX про підпорядкування Ризького архієпископства Тевтонському ордену. Щодо цього рішення з проханням до Папського престолу Йоганн VI Амбунді звернувся ще у 1420 році.
У 1424 році Йвін виступив з ідеєю створення Лівонської конфедерації, тобто укладанні довгострокового торговельно-політичного союзу між ієрархами римо-католицької церкви, Лівонського ордену, бюргерського населення Риги та інших впливових торгових міст. На практиці до ідеї конфедерації прихильно поставилися єпископи Дорпата, Куронії та Віка, а також окремі представники Лівонського ордену та ризького магістрату, але юридично сформувати конфедерацію вдалося лише через 11 років. Помер архієпископ того ж року під час епідемії чуми. Його наступником став Геннінг Шарпенберг.